# Roosterconstante

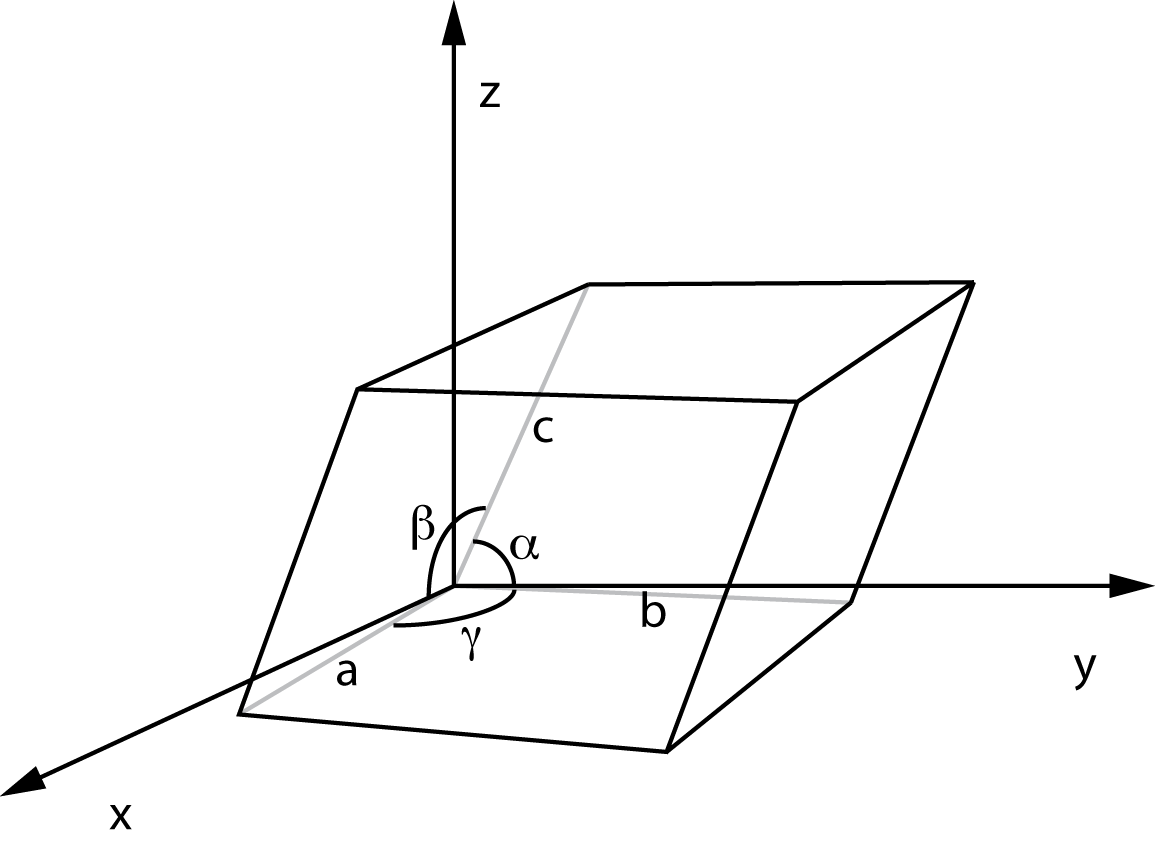
Eenheidscel met aslengten, en en met hoeken tussen de assen, en.

Een roosterconstante is in de kristallografie hetzij een lengte, hetzij een hoek, die nodig is om de vorm van een eenheidscel in een kristalstructuur mee vast te leggen.
Het aantal roosterconstanten dat nodig is om de vorm van een eenheidscel mee vast te leggen wordt door het soort Bravaistralie van de eenheidscel bepaald. De roosterconstanten van een eenheidscel vormen in drie dimensies een verzameling van maximaal zes grootheden. Het zijn maximaal de lengten van de drie ribben en de drie onderlinge hoeken tussen de assen van de eenheidscel.
Zoals aangegeven in de figuur zijn er drie constanten, {\displaystyle a}, {\displaystyle b} en {\displaystyle c}, waarin de lengten van de ribben van de eenheidscel in worden vastgelegd en  drie constanten, {\displaystyle \alpha }, {\displaystyle \beta } en {\displaystyle \gamma }, waarin de hoeken tussen de kristalassen worden vastgelegd. Hoek {\displaystyle \alpha } ligt tegenover ribbe {\displaystyle a}, hoek {\displaystyle \beta } tegenover ribbe {\displaystyle b} en hoek {\displaystyle \gamma } tegenover ribbe {\displaystyle c}. De volgorde van de assen is de volgorde van de assen in een rechtshandig assenstelsel.
In veel van de meestvoorkomende kristalstructuren zijn één of meer lengten van de ribben van de eenheidscel en één of meer van de hoeken tussen de kristalassen aan elkaar gelijk. In kubische kristalstelsels kan met één roosterconstante, met de lengte van één ribbe, de hele eenheidscel worden beschreven.